# Brillia pudorosa
Brillia pudorosa is een muggensoort uit de familie van de dansmuggen (Chironomidae). De wetenschappelijke naam van de soort is voor het eerst geldig gepubliceerd in 1995 door Cobo, Gonzales & Vieira-Lanero.